# بيل باس
بيل باس (بالإنجليزية: Bill Bass)‏ هو لاعب كرة قدم أمريكية ولاعب كرة قدم كندية أمريكي، ولد في 1922 في غرينزبورو في الولايات المتحدة، وتوفي في 28 سبتمبر 1967 في تيلسونبيرج في كندا.